# نيكولاس بويديبويس
نيكولاس بويديبويس (بالفرنسية: Nicolas Puydebois)‏ (28 فبراير 1981 في برون) لاعب كرة قدم فرنسي يلعب حاليا لصالح نادي الدرجة الثانية نيم الفرنسي في مركز حارس مرمى .

## روابط خارجية
- نيكولاس بويديبويس على موقع قاعدة بيانات كرة القدم.إي يو (الإنجليزية)
- نيكولاس بويديبويس على موقع Soccerway.com (الإنجليزية)
- نيكولاس بويديبويس على موقع كووورة